# Schornsteinkopf

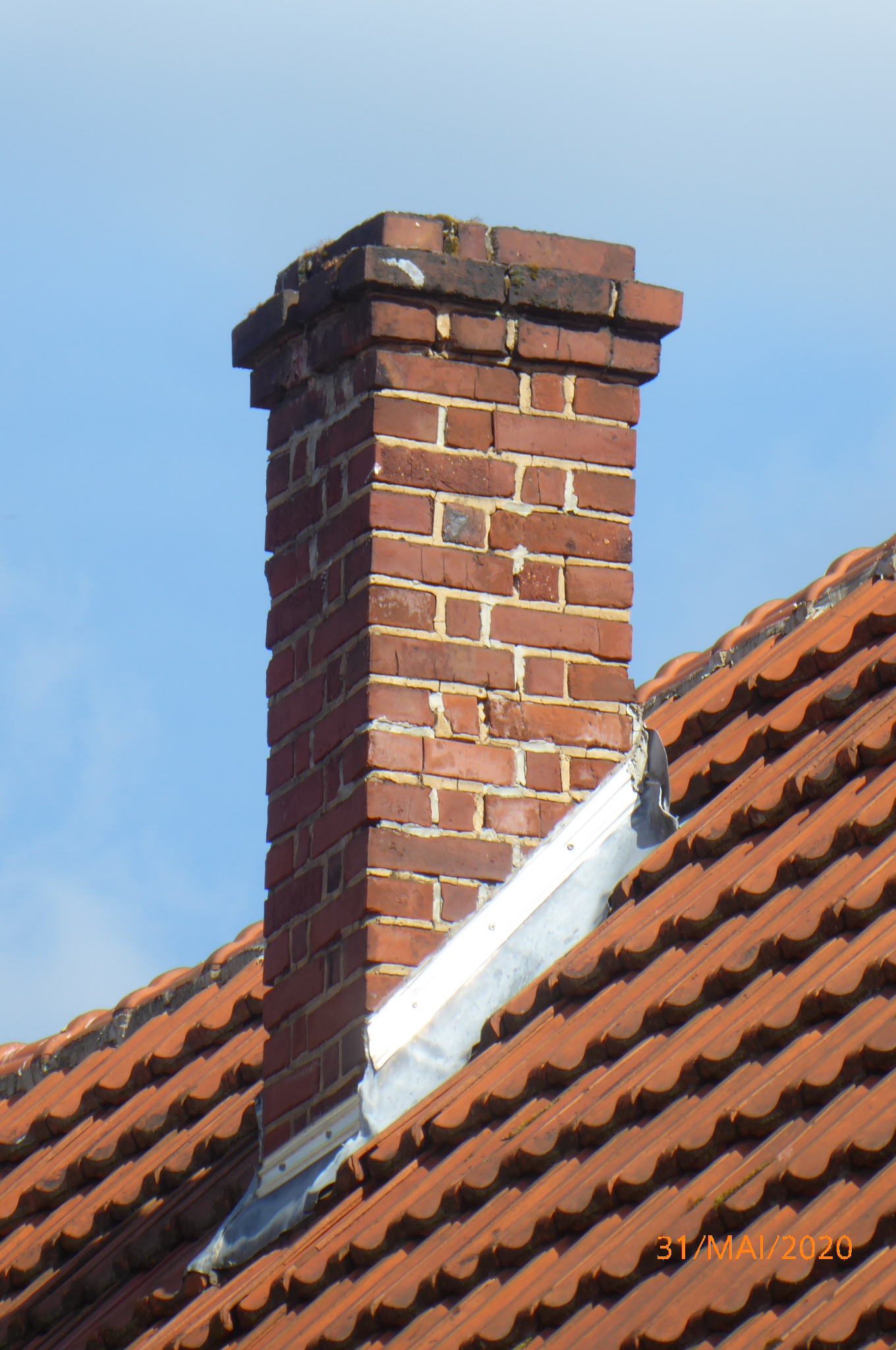
Einfacher Zierschornsteinkopf aus Ziegelmauerwerk mit Krempe, auf einem Dorfgasthaus des 19. Jahrhunderts in Bonaforth

Der Schornsteinkopf (auch Essenkopf, österreichisch Kaminkopf) ist der Teil des (Haus-)Schornsteins, der sichtbar über die Dachhaut hinaus auskragt. Über ihn werden die Schornsteinabgase ins Freie abgeleitet. Als über den Fassaden sichtbare Gebäudeteile beeinflussen Schornsteinköpfe wesentlich die Dachlandschaften. Ein Schornsteinkopf besteht mindestens aus einem Schaft und einer Mündung, der obere Abschluss ist der Schornsteinkranz. Zusätzliche Bestandteile können eine Abdeckplatte, eine Kopfabdeckung oder ein Aufsatz sein.

## Baugestaltung und Zierschornsteinköpfe
Neben ihren rein rein technischen Eigenschaften dienten Schornsteinköpfe in den vergangenen Jahrhunderten stets auch zur schmückenden Gestaltung der Dächer, die als fünfte Fassade galten. Dazu diente nicht nur die oft symmetrische Positionierung auf den Dächern, sondern auch deren mehr oder weniger aufwändige Ausformung zu Zierschornsteinen, vor allem bei Repräsentationsbauten des 17. bis 19. Jahrhunderts, wo sie bisweilen kunstvolle Kleinarchitekturen darstellen.
Charakteristisch sind auch die schlichter gestalteten Schornsteinköpfe von Gebäuden im ländlichen Umfeld. Original erhaltenen Schornsteinköpfe des 19. und frühen 20. Jahrhunderts auf einfachen Gebäuden sind in Norddeutschland am roten Sichtziegelmauerwerk der Schäfte erkennbar, die unverkleidet waren und noch keine Abdeckplatte hatten. Ein charakteristisches Detail sehr alter Schornsteinköpfe sind die sogenannten Krempen, d. h. charakteristische etwas vorkragende Ziegellagen kurz unter dem Schornsteinkranz, dem oberen Abschluss. Die Baugeschichte der Schornsteinköpfe ist wissenschaftlich – bis auf einige Beispielsammlungen – erst in Ansätzen erforscht. Die allermeisten historischen Zierschornsteinköpfe sind durch dauernden Gebrauch zerschlissen und vereinfachend erneuert oder verkleidet worden, so dass die Erhaltung und Instandsetzung der wenigen Originale auch eine denkmalpflegerische Aufgabe darstellt.

## Technische Anforderungen
Durch den Schornsteinkopf sollte die freie Abströmung der Abgase nicht behindert werden. Die Mündungskonstruktion sollte deshalb keine wesentlichen Verengungen aufweisen und ein evtl. montierter Schutz vor eindringendem Niederschlag muss einen Mindestabstand zur Mündung aufweisen.
Um Zug behindernde Windeinflüsse auf den Mündungsbereich zu minimieren, sollte die Mündung höher als umgebende Dachbauteile ausgeführt werden. Von den austretenden Abgasen darf keine Gefährdung für Bewohner oder Anwohner ausgehen, so dass die Mündung höher als umliegende Fenster, Gauben oder Balkone auszuführen ist. Der Schornsteinkopf muss so hergestellt werden, dass Windlasten die Statik nicht gefährden. Er darf keine losen Teile aufweisen.
Sofern keine obere Reinigungsmöglichkeit für den Schornsteinfeger unter Dach installiert ist, muss der Mündungsbereich für den Schornsteinfeger leicht und ohne Gefährdung zugänglich sein. Sofern der Schornsteinkopf sehr hoch über Dachhaut auskragt, muss eine weitere Reinigungsöffnung über dem Dach installiert werden.

## Aufbau und Bauteile

### Schaft

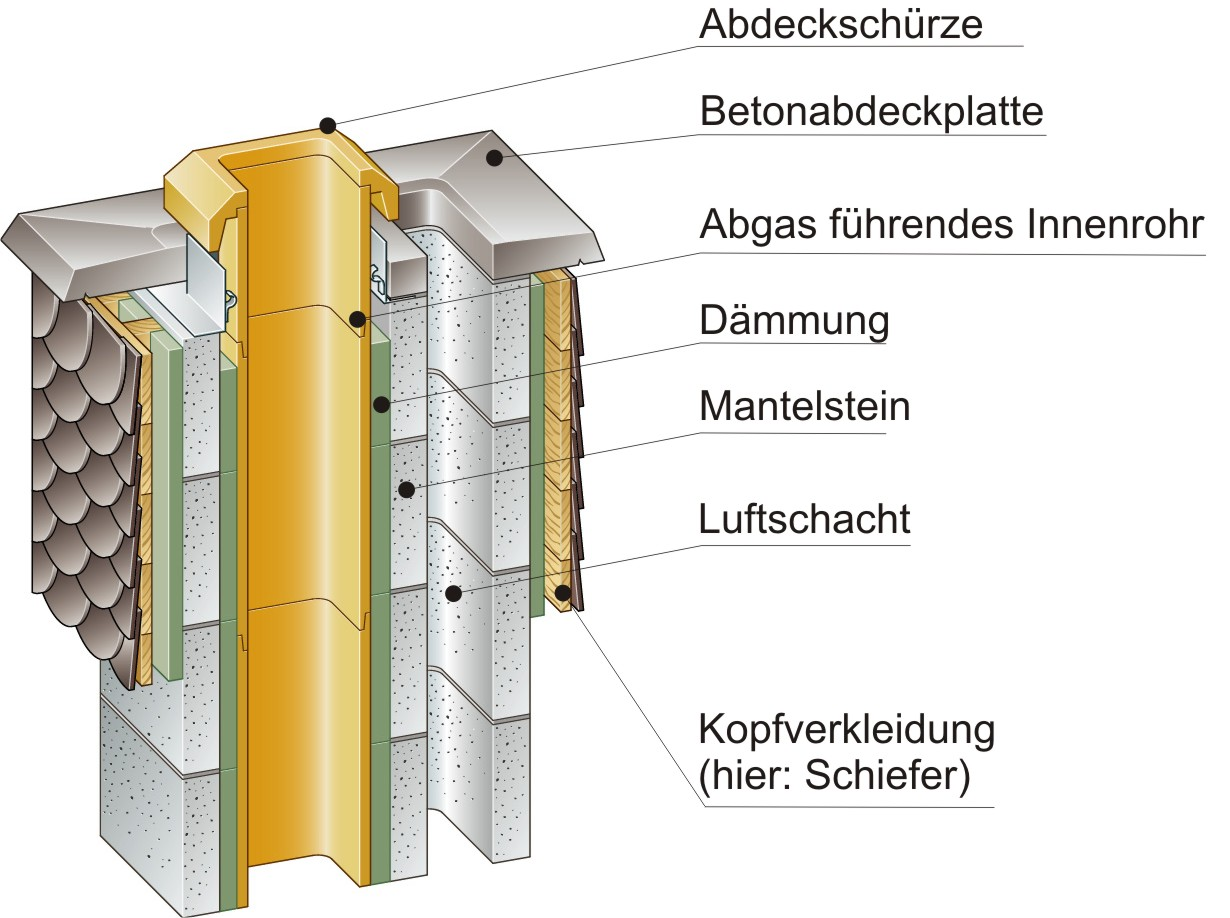
Details moderner Schornsteinkopf (hier: Isomit 90)

Der Schaft wird herkömmlich aus Ziegelmauerwerk oder Bruchstein hergestellt. Moderne, gemauerte Schornsteine bestehen meist aus Mantelsteinen, ggf. einer innen liegenden Dämmschicht und ggf. einem Abgas führenden Innenrohr. Als Materialien für Mantelsteine sind haufwerksporiger Leichtbeton, Beton, Ziegelsplitt, Vermiculite, Kalziumsilikatplatten sowie seltener Kalksandstein, Gasbeton oder Ton verbreitet. Die Mantelsteine sollten über Dach gegen Wettereinflüsse durch eine Verkleidung geschützt werden.
Folgende Arten der Verkleidung sind bei modernen Schornsteinen üblich:
- Verkleidung mit einem Fertigkopf z. B. aus Faserzementplatten

Vorteil: Schnell aufzubauen, bei einigen Herstellern mit Hinterlüftung als Schutz gegen Feuchtigkeit
Fertigköpfe gibt es in vielen Strukturen und Farben und lassen sich so ideal dem Dach anpassen.
Nicht die preiswerteste Variante
- Verschieferung mit Schieferplatten oder Verblechung mit galvanisierten Stahlblechen oder Aluminiumblechen

Wird oft vom Dachdecker mit übernommen.
- Ummauerung mit Klinkern

Vorteil: Durch Verwendung desselben Klinkers wie beim Haus gute farbliche und stilistische Integration.
Nachteil: Diese Verkleidung durchfeuchtet oft mit der Zeit, da kein Luftaustausch stattfinden kann.
Schwer herzustellen, Gerüst usw. notwendig.
- Verputzen

Schnell herzustellen, günstig, geringe Standzeit. Lässt sich farblich an das Dach anpassen.

### Mündung
Die Schornsteinmündung ist der Bereich des Kopfes, an dem die Abgase ins Freie geleitet werden. 
Moderne Schornsteinen mit abgasführendem Innenrohr, das unterhalb der Abdeckplatte endet, sind oft mit einem Dehnfugenblech ausgestattet, das zwischen (Beton)Abdeckplatte und Innenrohr eingebracht wird und die Längenausdehnung des temperaturbelasteten Innrohres kompensiert. Andere Varianten führen das abgasführende Innenrohr durch die Abdeckplatte hindurch und schützen den Ringspalt zwischen Rohr und Abdeckplatte mit einer Schürze oder einem Regenkragen vor eindringendem Regenwasser. Abdeckschürze oder Regenkragen werden am abgasführenden Innenrohr befestigt.

### Abdeckplatte
Abdeckplatten schützen Schornsteinköpfe aus porösem mineralischem Material (wie Ziegel, Mörtel und Beton) vor Witterungseinflüssen. Durch ihr Gewicht können sie die Stabilität des Schornsteinkopfes verbessern und die Befestigung von Aufsätzen oder Abdeckungen erleichtern. Bei modernen, hinterlüfteten Schornsteinen können Verbrennungsluft, Frischluft oder Fortluft verdeckt unter dem Rand der Platte zu- bzw. abgeführt werden.
Abdeckplatten werden traditionell handwerklich vor Ort aus Beton gegossen oder vorgefertigte Betonabdeckplatten werden aufgesetzt. Moderne Varianten bestehen aus Faserzementplatten oder Edelstahlblechen und besitzen oft eine Tropfkante, damit Regenwasser abtropft und nicht unter die Platte läuft.

### Schornsteinabdeckung
Um in die Mündung eindringendes Regenwasser abzuhalten, werden Schornsteinabdeckungen verwendet.
Flache Abdeckungen werden auch als Meidinger-Scheibe (nach Heinrich Meidinger) bezeichnet, in gewellter Form als Napoleonhut (Kaminhut). Die Abdeckungen können auf der Abdeckplatte verankert oder in die Abgasmündung eingesteckt werden. Der Abstand zwischen Abdeckplatte und Mündung sollte mindestens dem halben lichten Innenmaß d. h. Innendurchmesser des Schornsteins entsprechen, um die freie Abströmung nicht zu behindern.
Abgasanlagen die kondensierende Abgase von Wärmeerzeugern mit geringen Abgastemperaturen (Brennwertgeräte) ableiten, sollten keine Aufsätze erhalten, da der in den Abgasen enthaltene Wasserdampf bei kalter Witterung an der Abdeckung kondensiert. Bei Frost kann das Kondensat zu Eiszapfen gefrieren zur Querschnittverengung führen und die freie Abströmung der Abgase behindern.

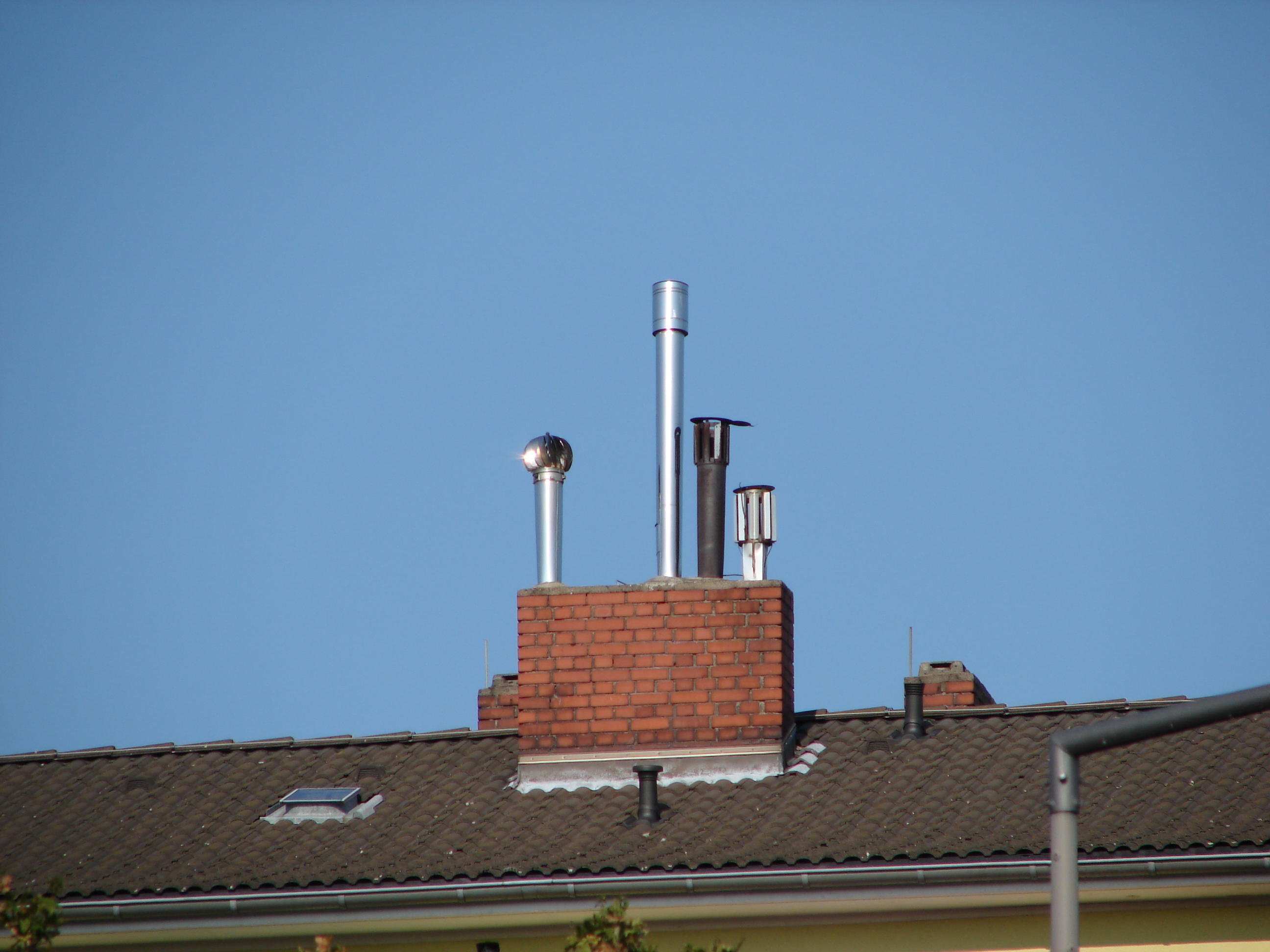
Schornsteinkopf mit Stahlaufsätzen

### Schornsteinaufsatz
Um die Schornsteinfunktion zu verbessern, die Bausubstanz zu schonen oder um die Optik des Schornsteinkopfes aufzuwerten, werden Schornsteinaufsätze verwendet. Unterschieden werden starre und Konstruktionen mit beweglichen Teilen. Materialseitig werden Stahlaufsätze, Betonaufsätze und keramische Rauchrohre unterschieden.

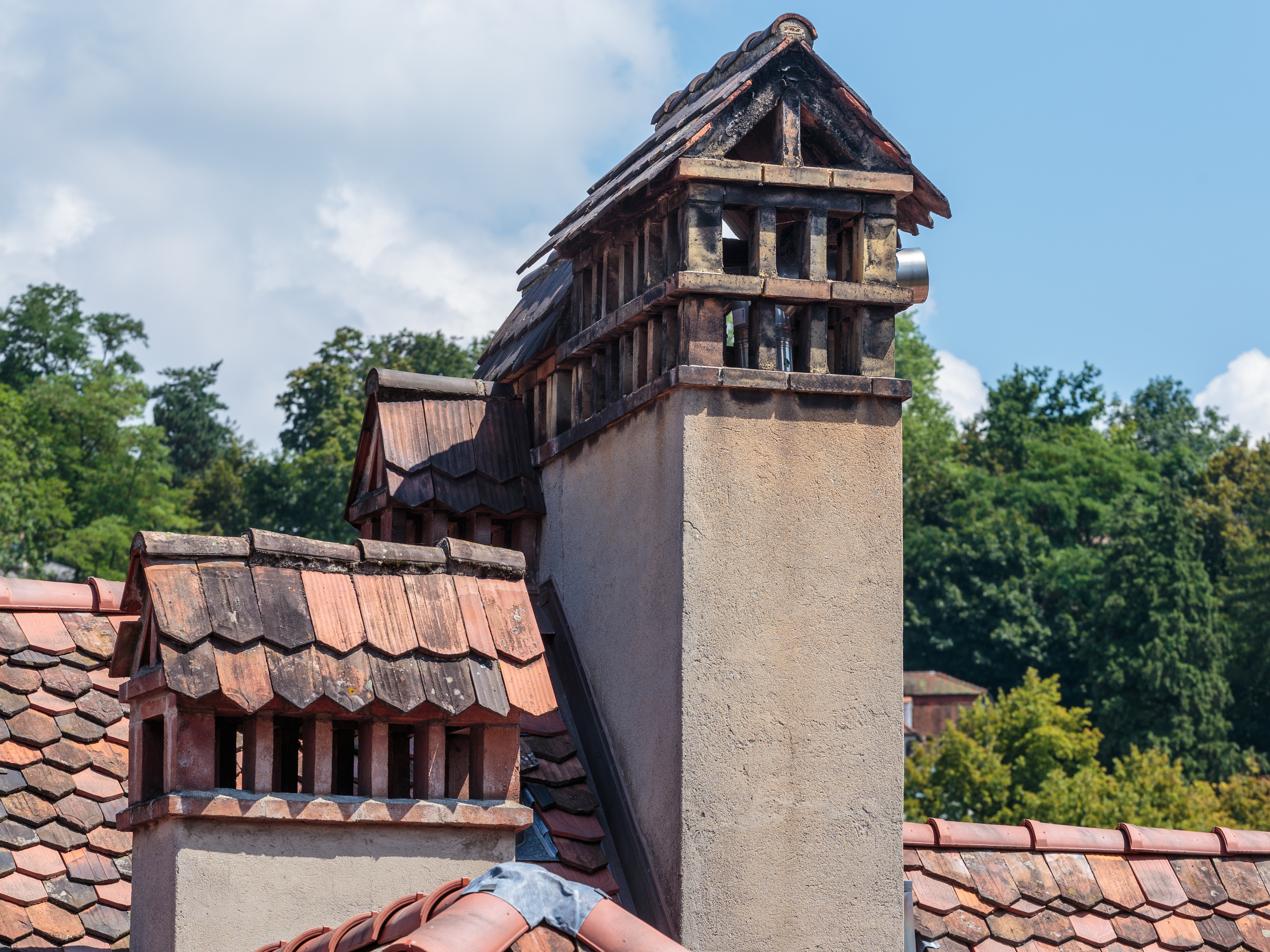
Überdachte Schornsteine in Bern

Stahlaufsätze werden aus galvanisiertem Stahlblechen oder Edelstählen gefertigt. Vorteilhaft ist die einfache Herstellung und Montage, nachteilig bei galvanisierten Konstruktionen die geringe Lebensdauer (Rost) und die Optik.
Betonaufsätze werden auf der Abdeckplatte vermörtelt, sind meist sehr kurz und haben häufig seitliche lamellenartige Öffnungen. Vorteilhaft ist der günstige Preis, nachteilig die geringe Standzeit, weil schwefelhaltige Abgase den Beton angreifen können.
Keramische Kaminaufsätze haben eine extrem hohe Standzeit weil säureresistent und sind optisch ansprechend. Nachteilig ist der höhere Montageaufwand.

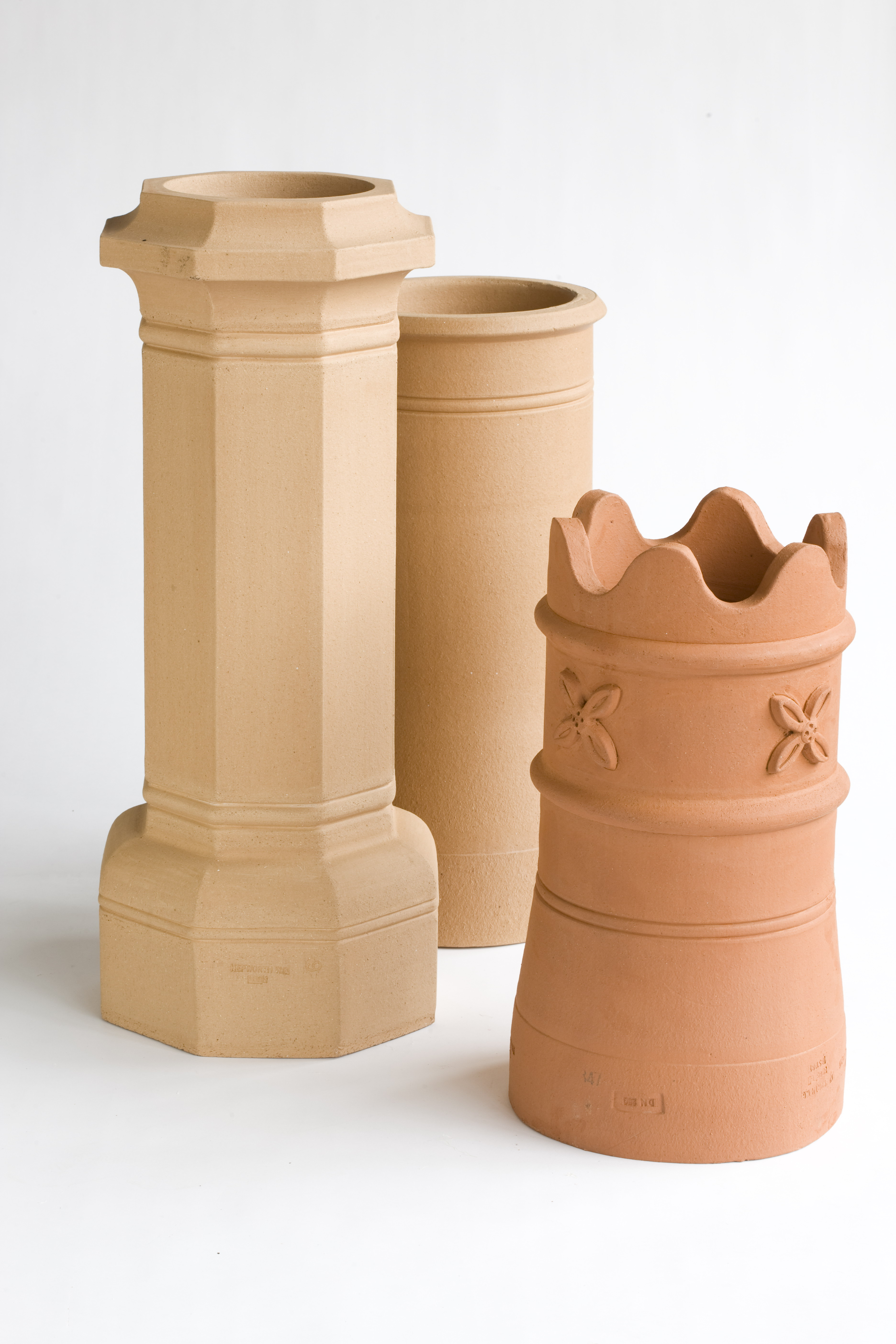
Starre Aufsätze aus Keramik

- Technische Funktion der starren Aufsätze: Durch die Verlängerung der wirksamen Schornsteinhöhe wird eine Zugverbesserung erreicht. Durch das Verschieben des Mündungsaustrittes nach oben Richtung First können den Abgasaustritt störende Windeinflüsse vermieden werden. Durch leichte Querschnittsverengungen kann der Abgasaustritt beschleunigt werden und damit eine bessere Lösung der Abgasfahne auch bei Wind erreicht werden. Durch lamellenartige Ausbildung der Aufsätze kann waagerecht anströmender Wind zusätzlich den Abgasaustritt beschleunigen. Dadurch, dass der Abgasaustritt erheblich über der Abdeckplatte erfolgt, können thermische Nachteile durch die Aufheizung der Abdeckplatte an Sommertagen, störende Windturbulenzen im Bereich des Schornsteinkopfschaftes sowie das Rückschlagen von chemisch aggressiven Abgas auf die (Beton-)Abdeckplatte oder den Schaft verringert werden.

- Technische Funktion der beweglichen Aufsätze: Diese werden an der Mündung häufig mit drehbaren Lamellenkugeln oder -walzen ausgestattet. Diese erzeugen bei Wind einen zusätzlichen Unterdruck, dadurch soll die Abgasgeschwindigkeit im Schornstein erhöht werden. Ohne Wind können diese drehbaren Aufsätze allerdings einen Zug behindernden Strömungswiderstand darstellen. Eine andere Ausführungsform hat im Mündungsbereich einen Windschild, welcher sich selbsttätig gegen die Windrichtung ausrichtet. Dadurch sollen störende Windeinflüsse vermieden werden.

Historische Schornsteinköpfe auf Repräsentationsbauten
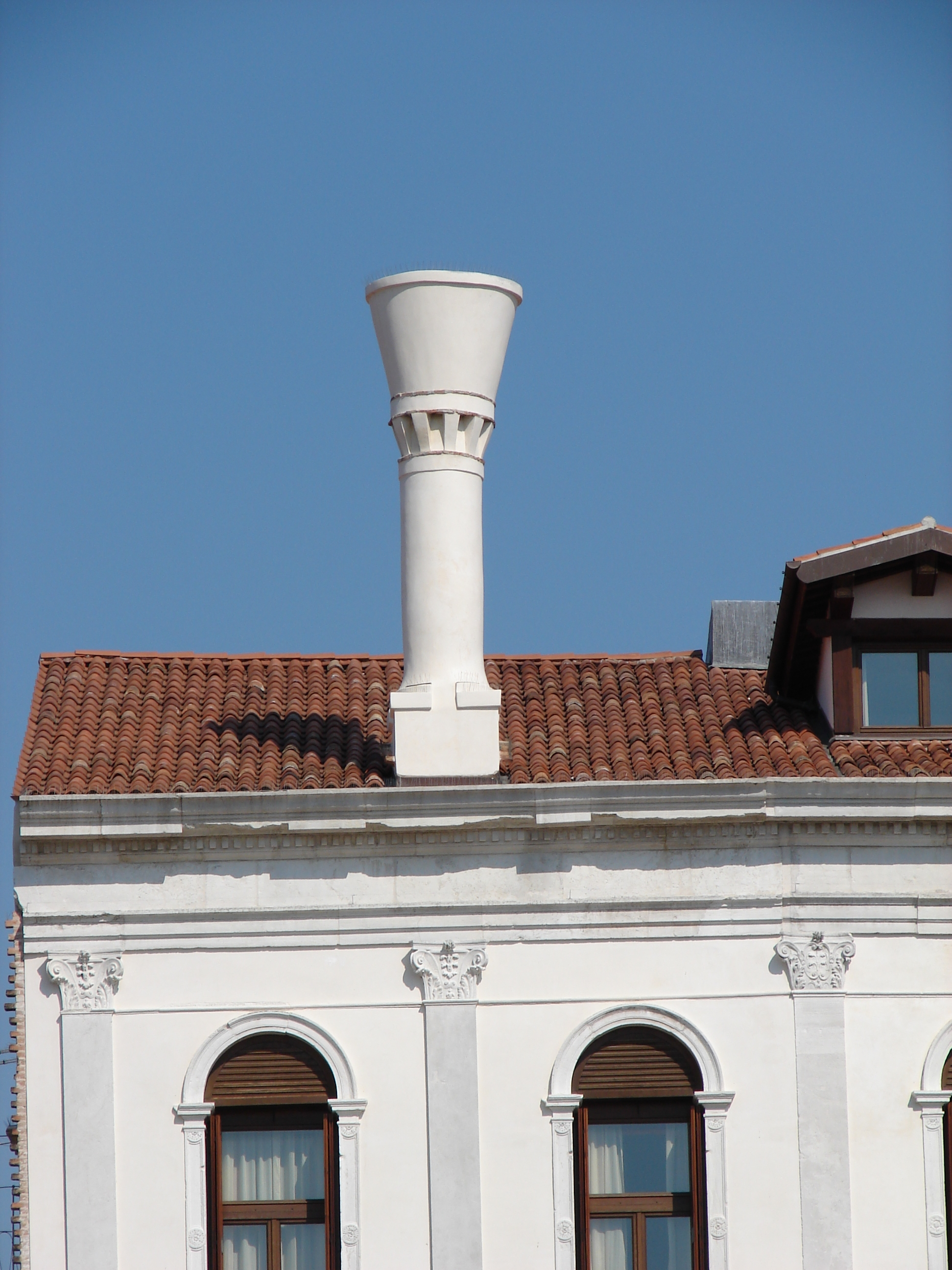
Schornsteinkopfdetail in Venedig
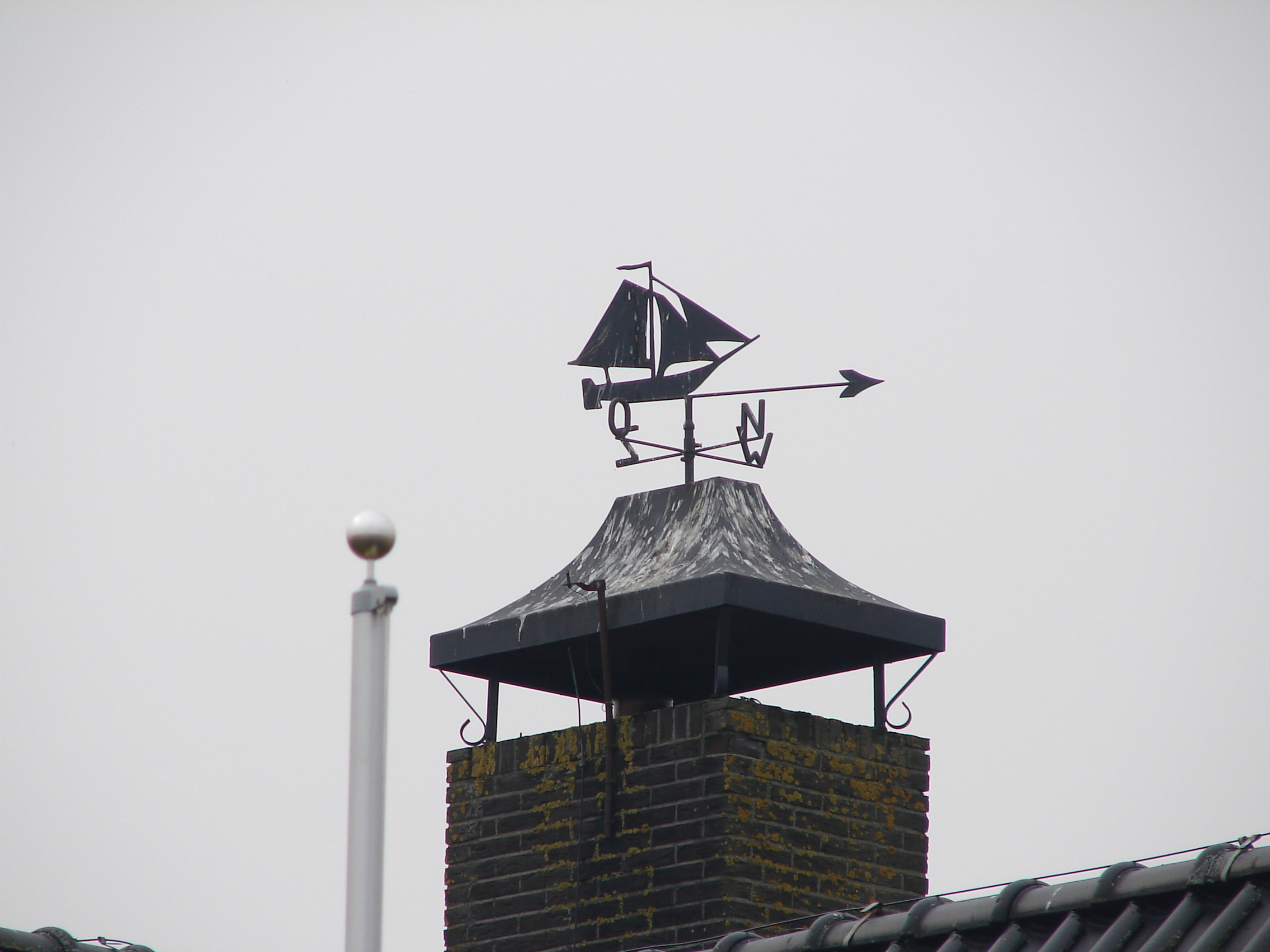
Schornsteinkopf mit Abdeckung und kombinierter Wetterfahne in Lemmer
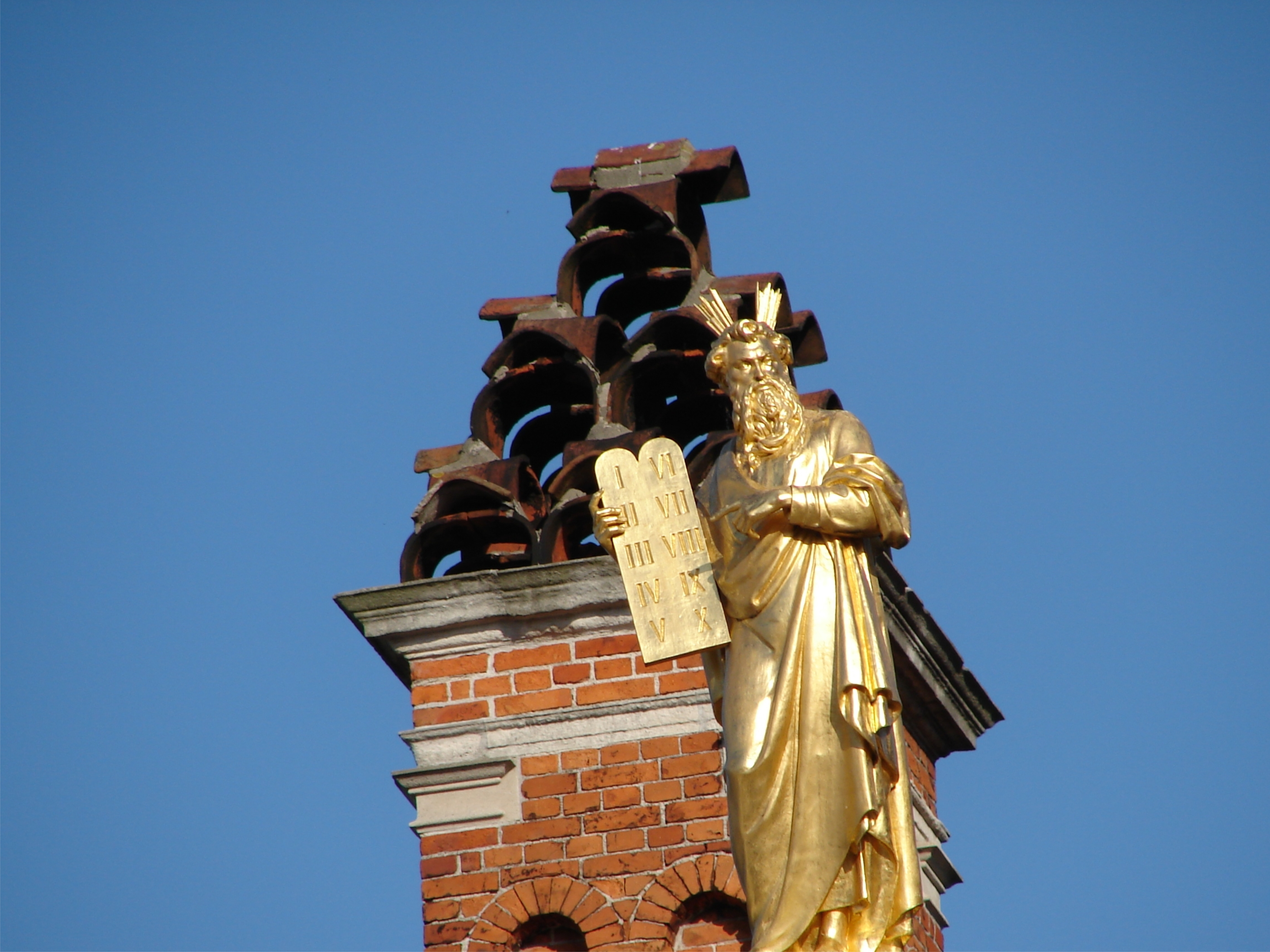
Schornsteinkopf mit Ziegelabdeckung in Brügge
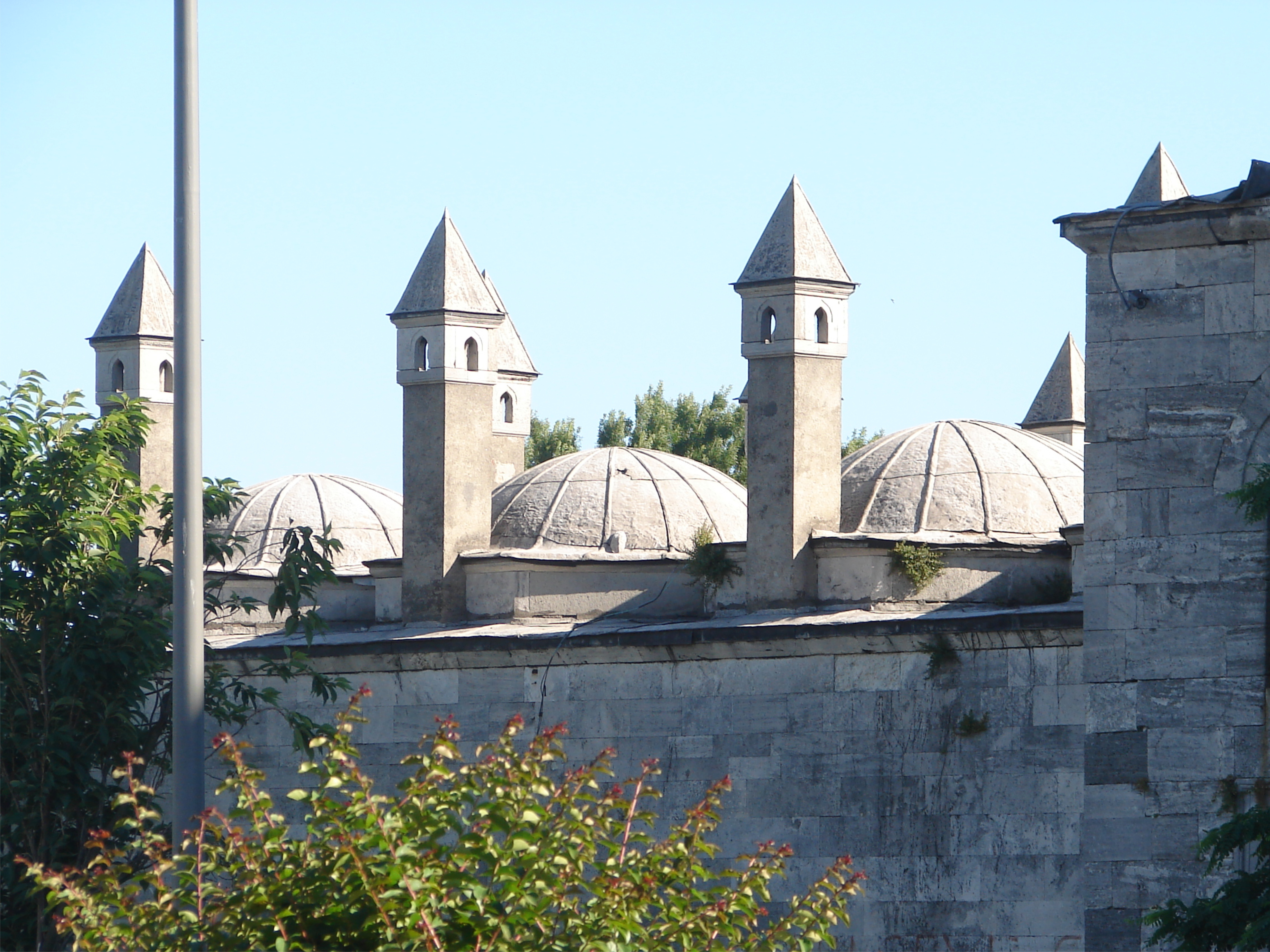
Schornsteinköpfe in Istanbul
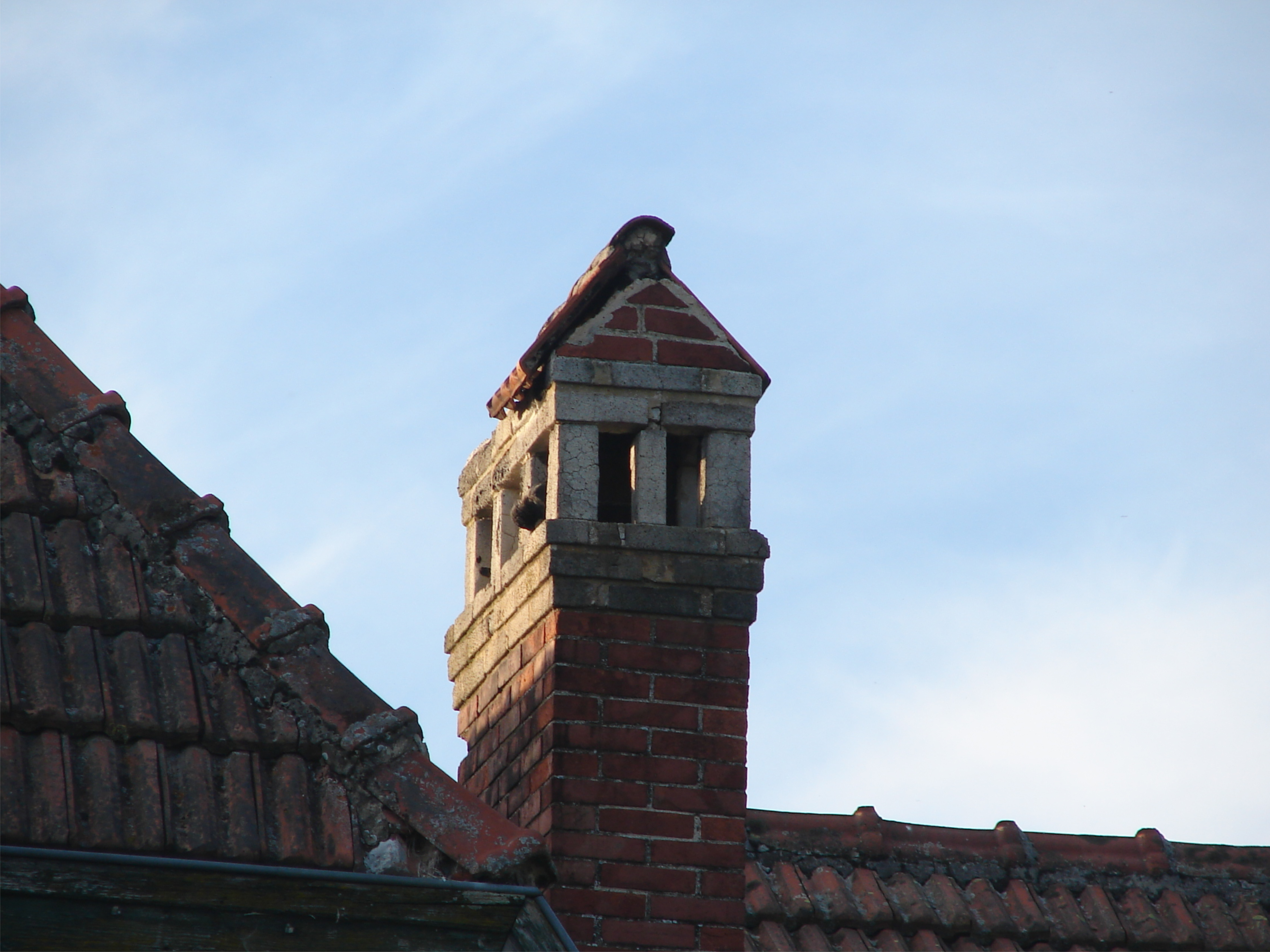
Schornsteinkopf in Dun-sur-Meuse
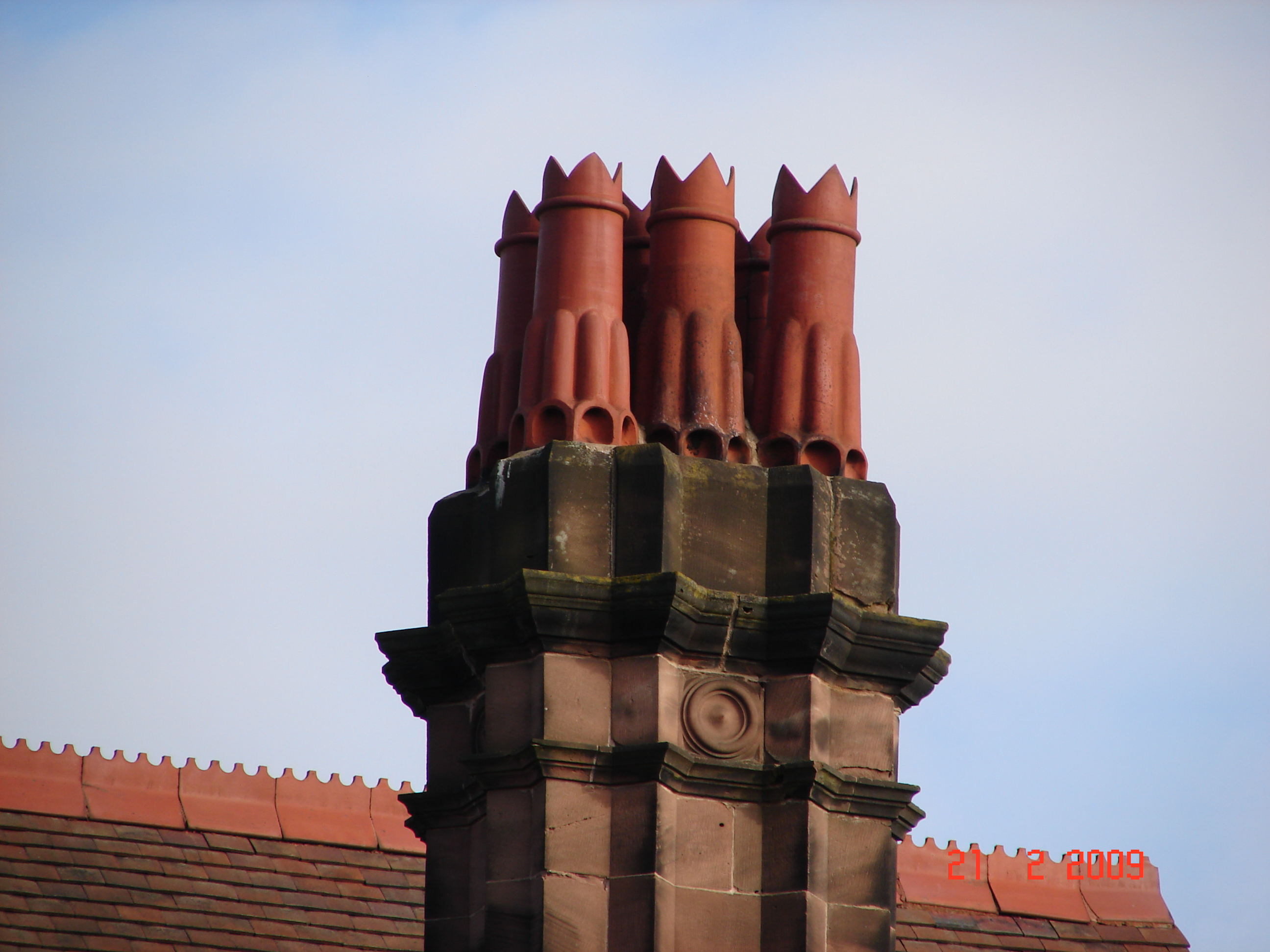
Keramische Kopfverlängerungen in Chester
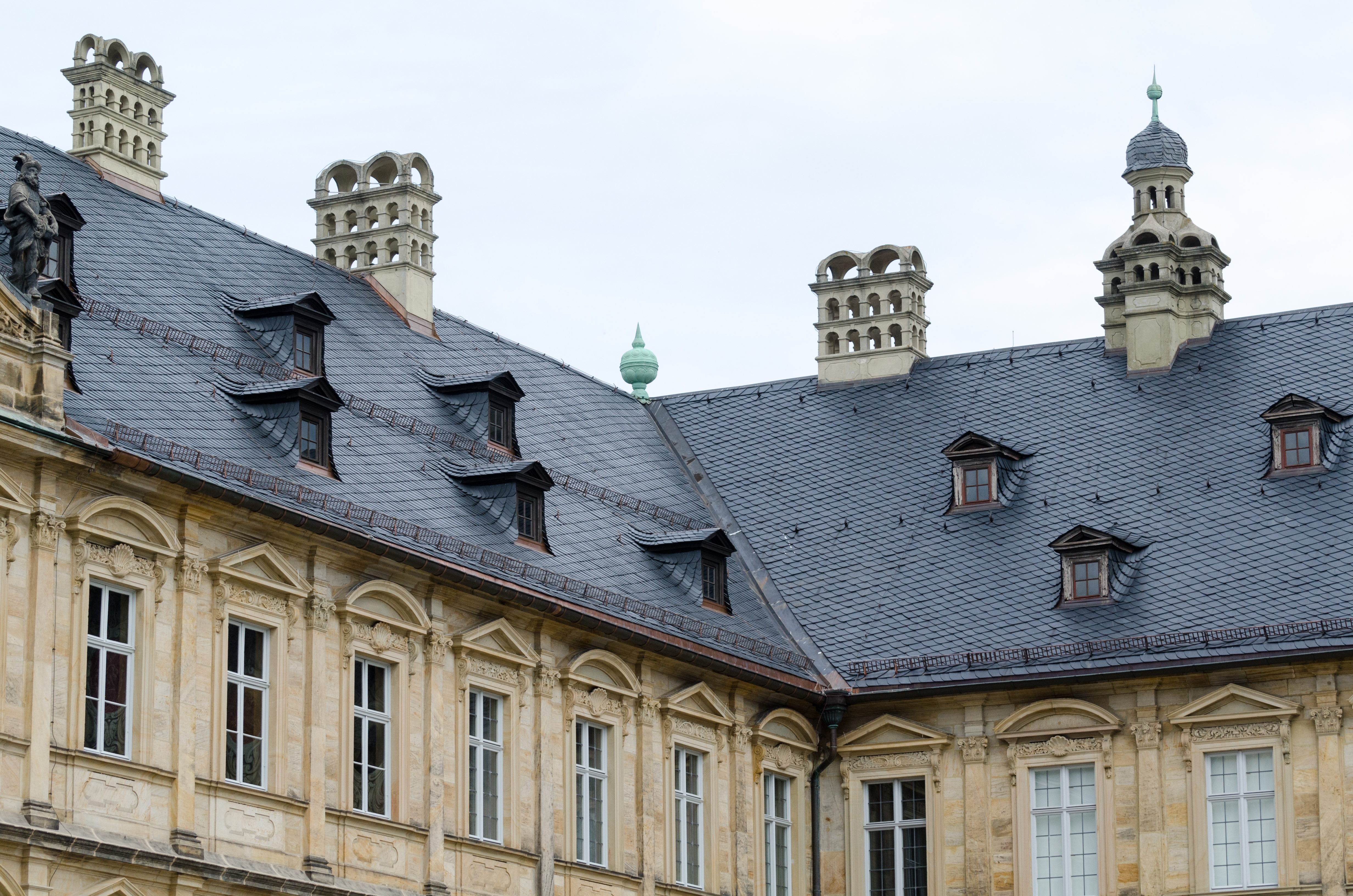
Zierschornsteine als barocke Kleinarchitekturen, Neue Residenz Bamberg
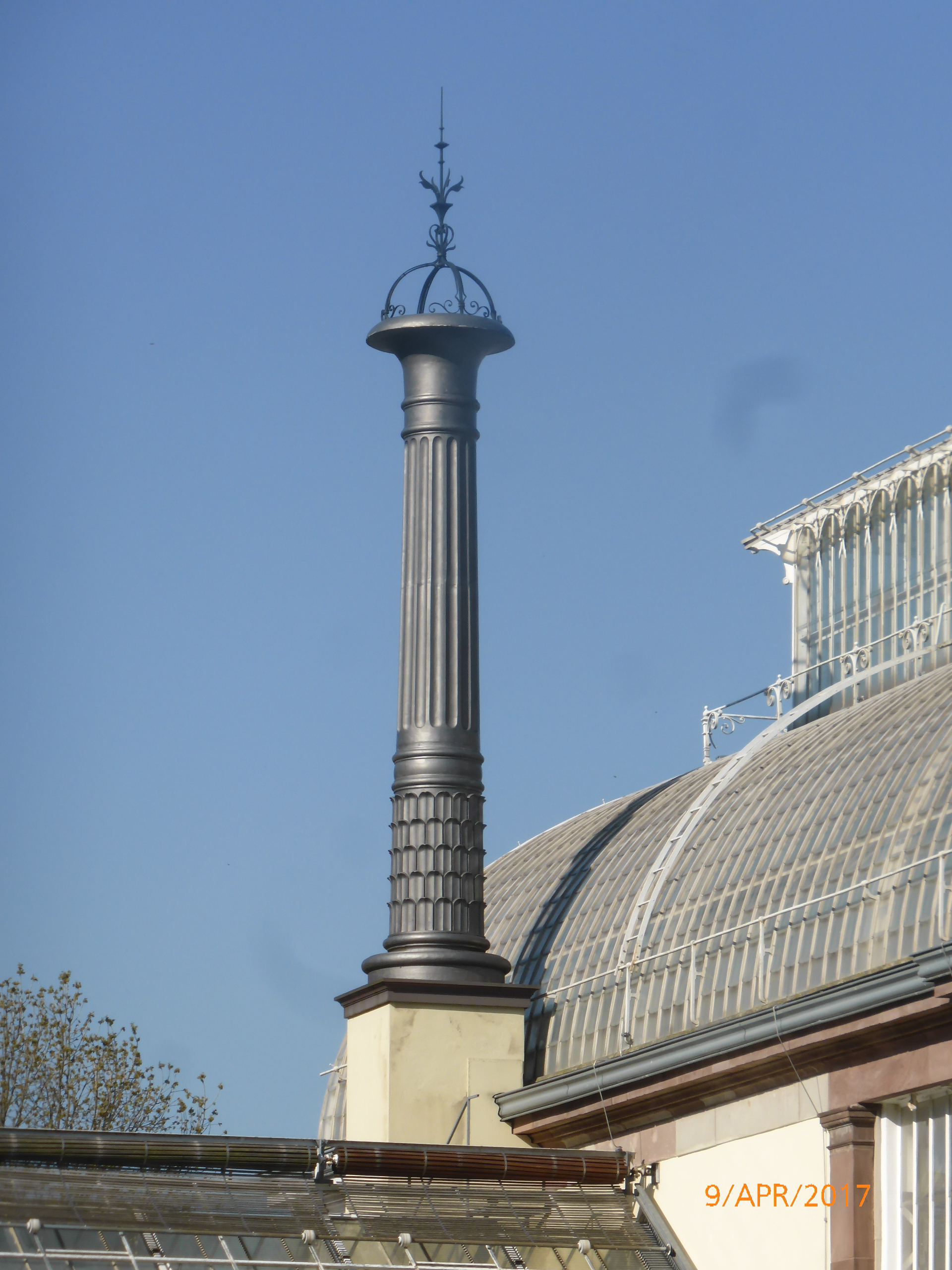
Zierschornstein aus Gusseisen am Großen Gewächshaus in Kassel-Wilhelmshöhe
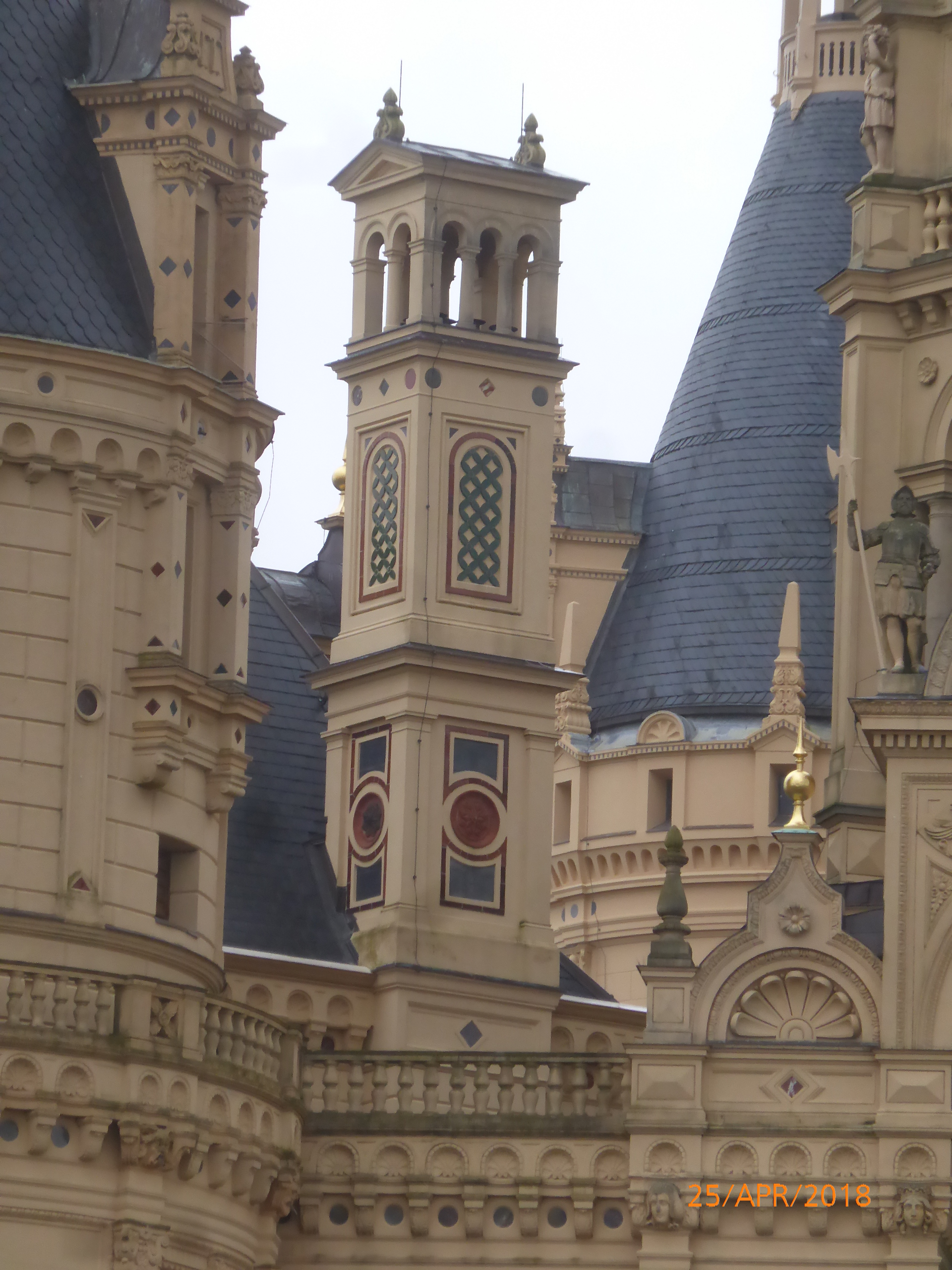
Zierschornstein auf dem Schweriner Schloss
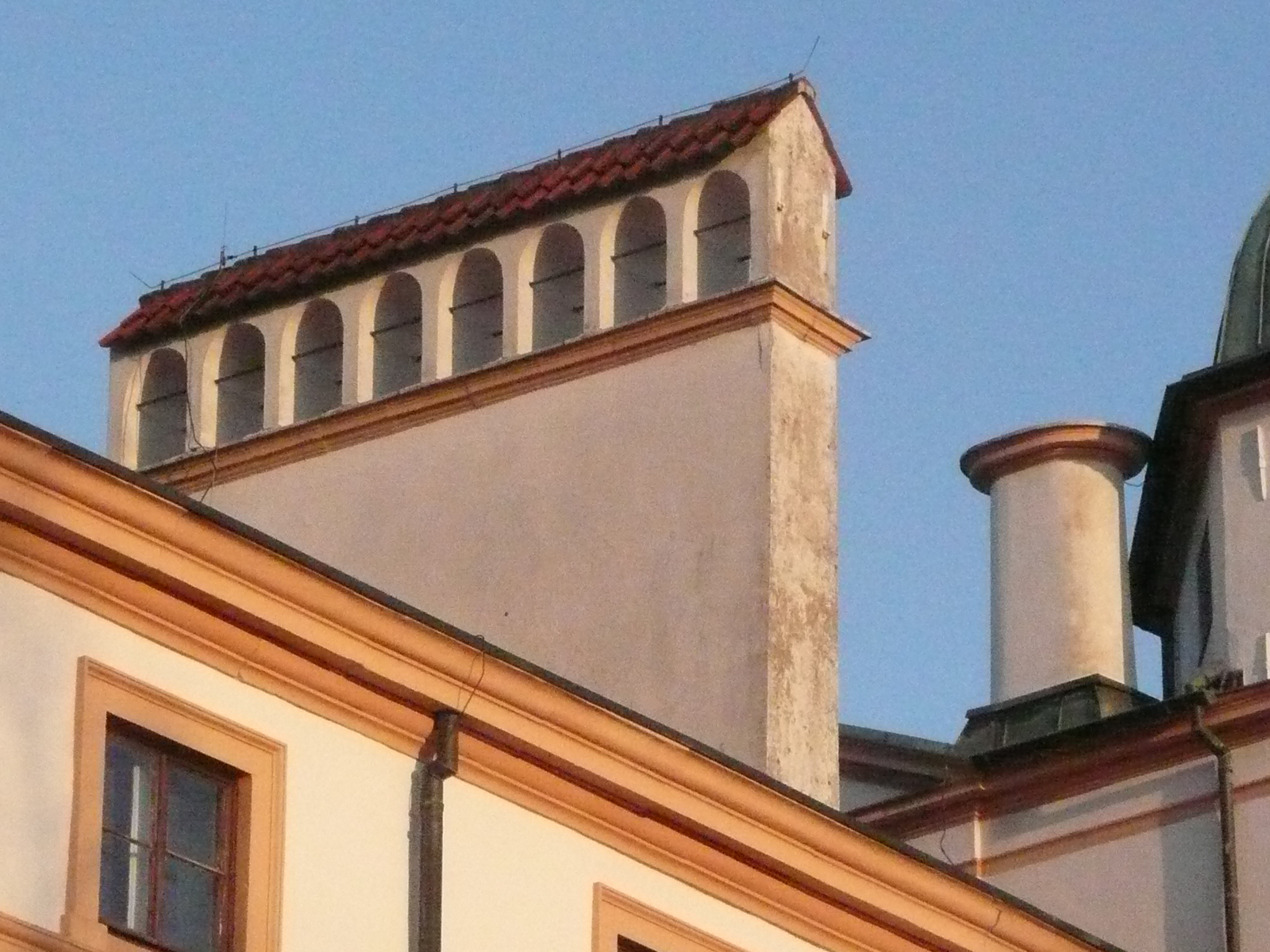
Zierschornstein auf dem Celler Schloss
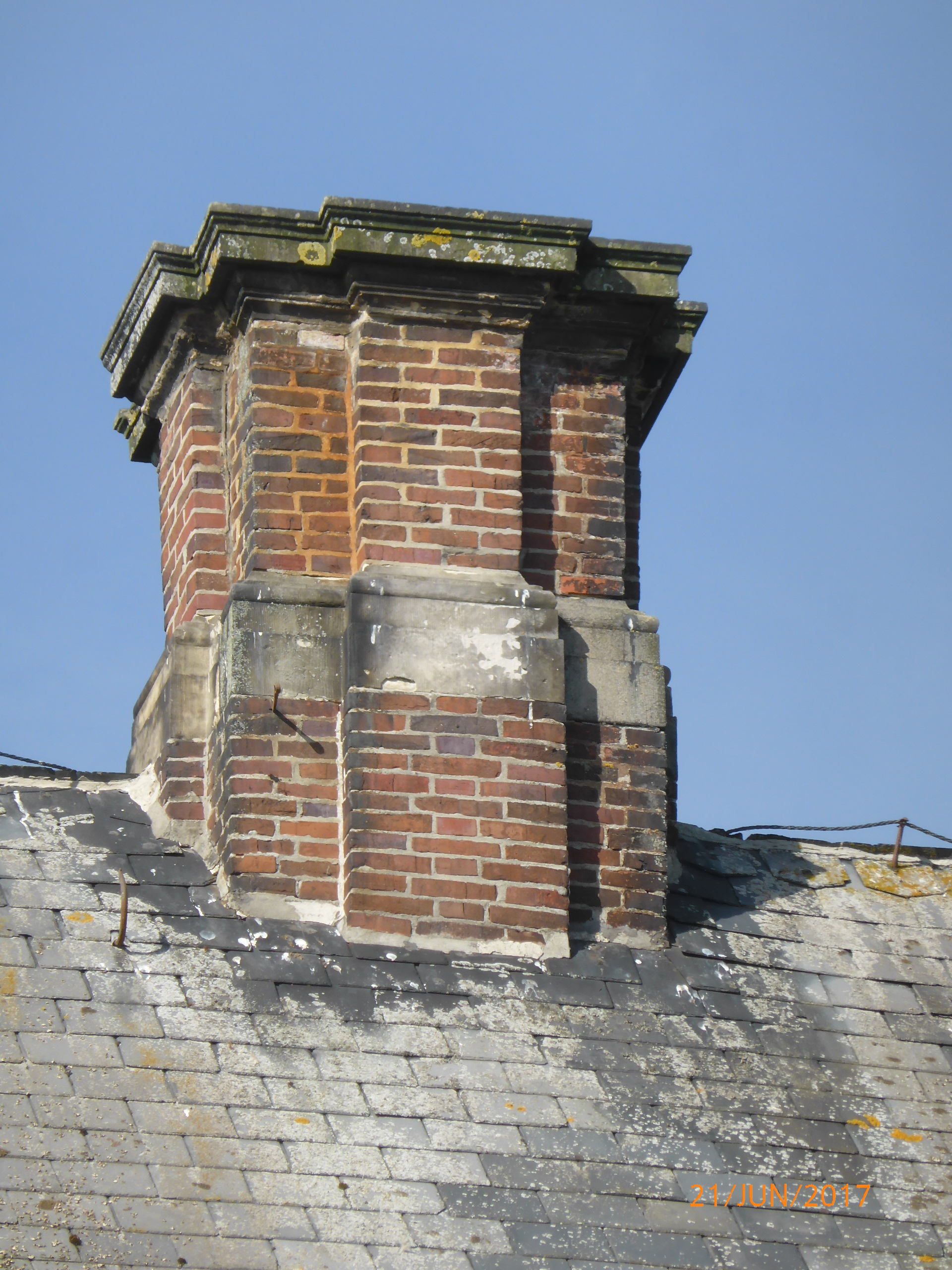
Zierschornstein auf Schloss Gödens
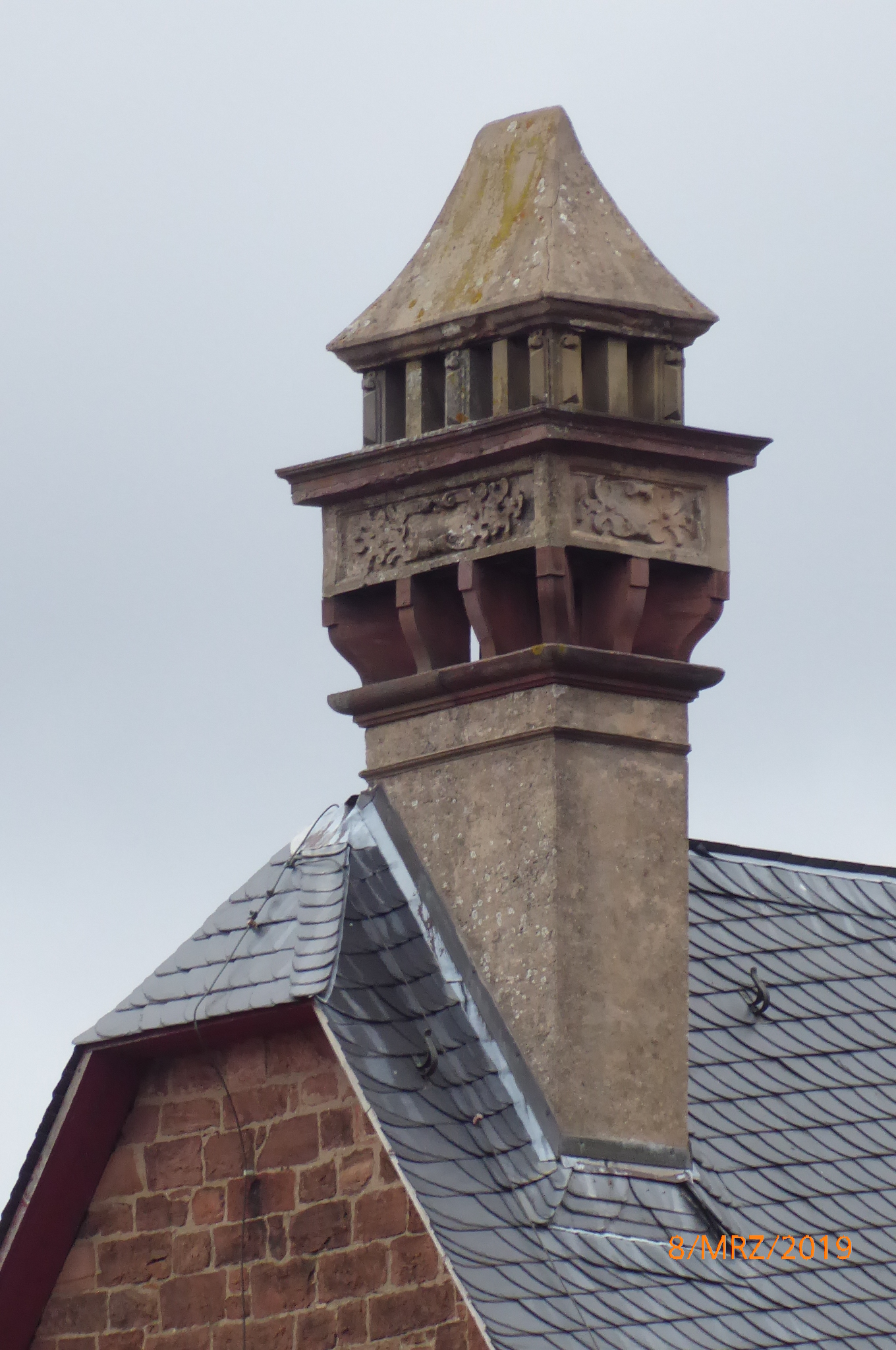
Zierschornstein auf dem Heidelberger Schloss
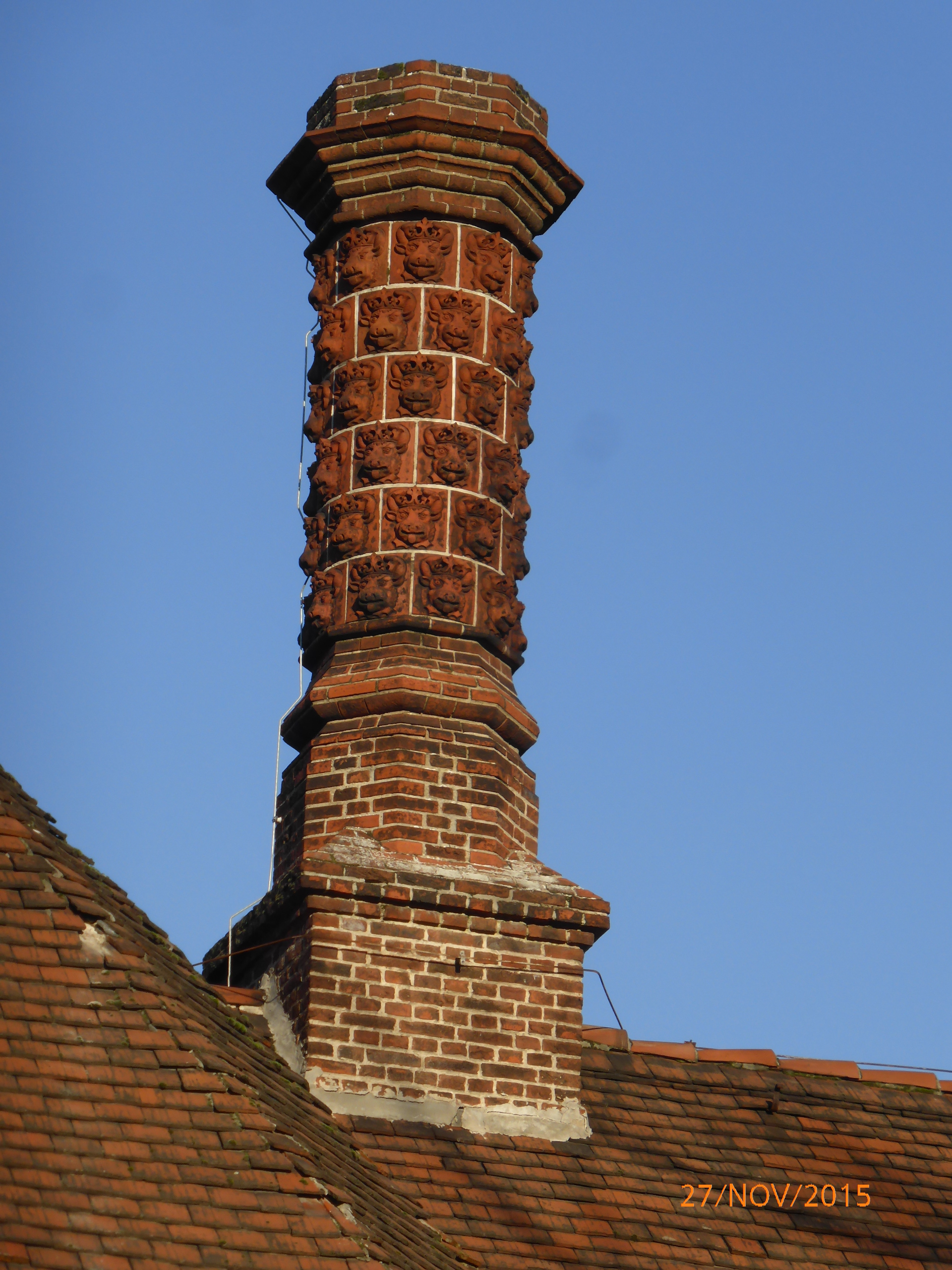
Einer der zahlreichen, phantasievoll gestalteten Zierschornsteine auf Schloss Cecilienhof in Potsdam
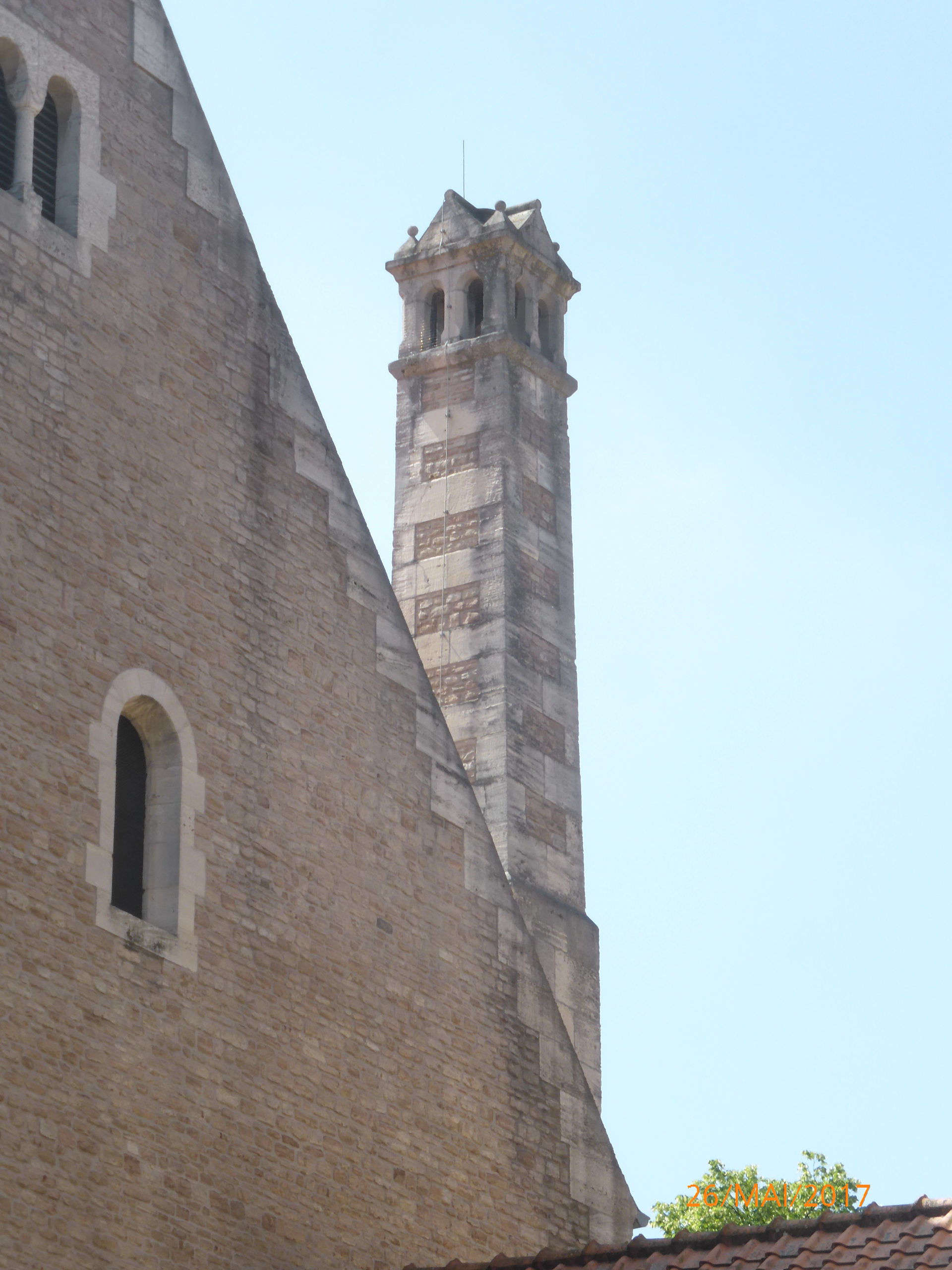
Zierschornstein auf Burg Dankwarderode in Braunschweig
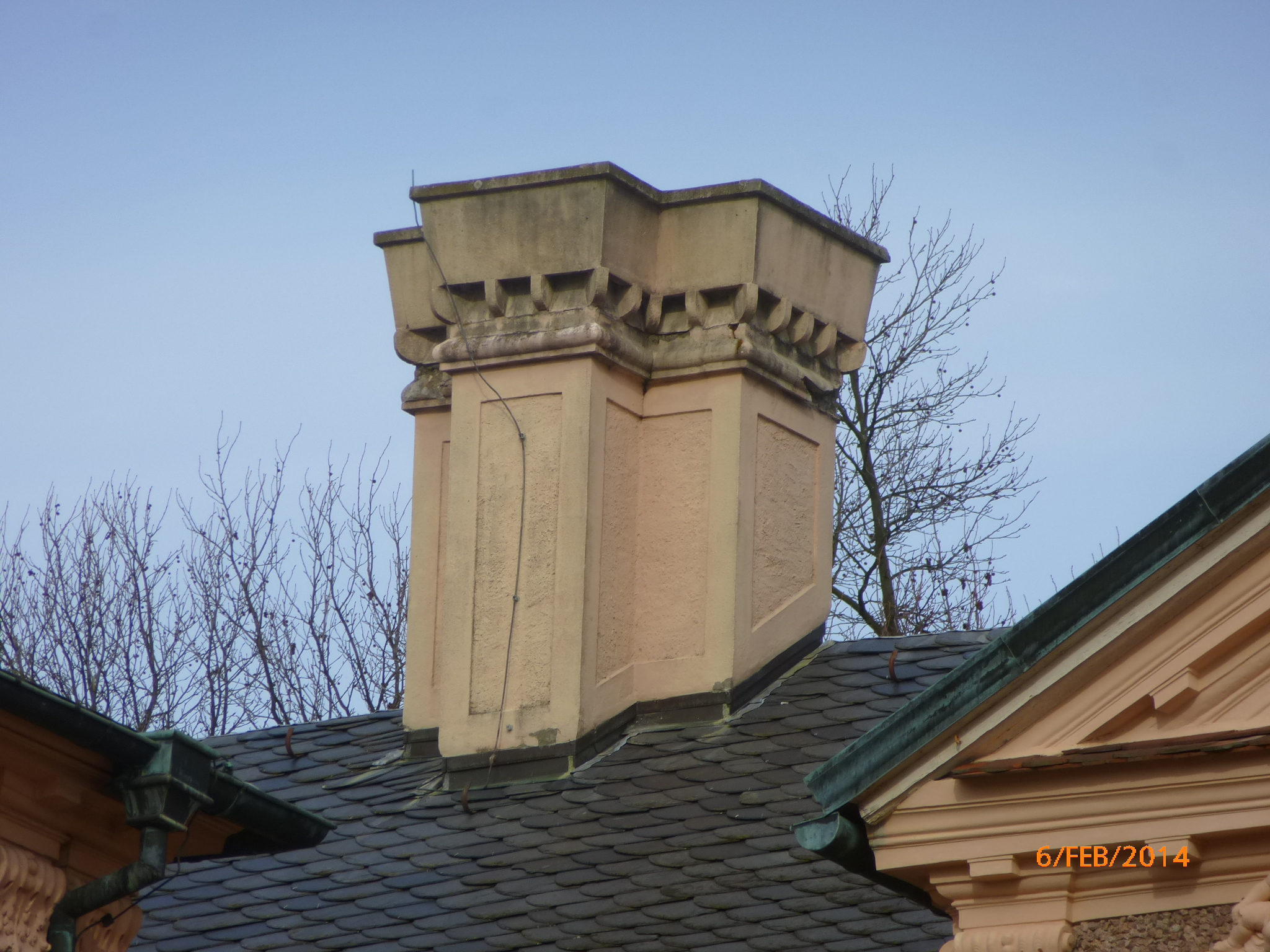
Zierschornstein auf Schloss Favorite bei Rastatt